# Augusto Martín Quijano Rodríguez
Augusto Martín Quijano Rodríguez (Aija, 7 marzo 1969) è un vescovo cattolico peruviano, dal 31 luglio 2019 vicario apostolico di Pucallpa.

## Biografia
Nasce ad Aija, nel dipartimento di Ancash e nella diocesi di Huaraz, il 7 marzo 1969.

### Formazione e ministero sacerdotale
Il 31 gennaio 1995 emette la professione perpetua presso la Società salesiana di San Giovanni Bosco.
Il 22 novembre 1997 è ordinato presbitero.
Nel 2001 diviene parroco della chiesa di Maria Ausiliatrice a Cuzco fino al 2007 quando viene nominato direttore del Collegio Salesiano nel distretto di Breña e nel 2011 diventa direttore dell'opera salesiana di Cuzco. Nel 2017 viene nominato direttore della comunità salesiana della provincia di Loreto.

### Ministero episcopale
Il 31 luglio 2019 papa Francesco gli conferisce la dignità episcopale, nominandolo vicario apostolico di Pucallpa; riceve l'ordinazione episcopale il 21 settembre successivo, nella basilica di Maria Ausiliatrice a Lima, per l'imposizione delle mani del cardinale Pedro Ricardo Barreto Jimeno.

## Genealogia episcopale
La genealogia episcopale è:
- Cardinale Scipione Rebiba
- Cardinale Giulio Antonio Santori
- Cardinale Girolamo Bernerio, O.P.
- Arcivescovo Galeazzo Sanvitale
- Cardinale Ludovico Ludovisi
- Cardinale Luigi Caetani
- Cardinale Ulderico Carpegna
- Cardinale Paluzzo Paluzzi Altieri degli Albertoni
- Papa Benedetto XIII
- Papa Benedetto XIV
- Papa Clemente XIII
- Cardinale Giovanni Francesco Albani
- Cardinale Carlo Rezzonico
- Cardinale Antonio Dugnani
- Arcivescovo Jean-Charles de Coucy
- Cardinale Gustave-Maximilien-Juste de Croÿ-Solre
- Vescovo Charles-Auguste-Marie-Joseph Forbin-Janson
- Cardinale François-Auguste-Ferdinand Donnet
- Vescovo Charles-Emile Freppel
- Cardinale Louis-Henri-Joseph Luçon
- Cardinale Charles-Henri-Joseph Binet
- Cardinale Maurice Feltin
- Cardinale Jean-Marie Villot
- Arcivescovo Luigi Dossena
- Vescovo José María Izuzquiza Herranz, S.I.
- Cardinale Pedro Ricardo Barreto Jimeno, S.I.
- Vescovo Augusto Martín Quijano Rodríguez, S.D.B.